# Wilhelm Schøyen
Wilhelm Maribo Schøyen, född 31 oktober 1844 i Grue, död 8 maj 1918 i Kristiania, var en norsk entomolog. Han var far till Thor och Rolf Hiorth-Schøyen.
Schøyen blev filosofie kandidat 1863, var 1884–94 konservator vid Kristiania universitets zoologiska museum och 1894–1913 statsentomolog. Han invaldes 1881 som ledamot av Videnskabsselskabet i Kristiania. Som Norges förste statsentomolog nedlade han stort och fruktbringande arbete särskilt i striden mot växtsjukdomarna, och i hans årsredogörelser finns många upplysningar och råd om skadeinsekter. Han utgav Zoologi for landbrugsskolen (1913). 